# Іди
Іди (лат. Idus, від етрус. Iduare, «ділити») — в римському календарі так називався день посередині місяця. На 15-е число іди припадали у березні, травні, липні та жовтні; на 13-е — в інших восьми місяцях. Після реформи календаря Юлієм Цезарем (див. Юліанський календар) зв'язок між довжиною місяця і числом, на які припадають іди, був загублений.
Іди поряд з календами, нонами та терміналіями були святковими днями у кожному місяці. На самому початку використання календаря римлянами вони позначали чотири фази місяця: Календи — новий місяць, іди — повний місяць, а нони і терміналії відповідно фази, у яких місяць збільшує або послаблює свій блиск.
Іди також були присвячені Юпітеру, якому в той день жрець Юпітера (лат. flamen dialis) приносив у жертву вівцю.